# Punta de los Llanos
Punta de los Llanos es una localidad del departamento General Ángel V. Peñaloza, en la provincia de La Rioja, Argentina.
Se encuentra en la intersección de la Ruta nacional 38 y la ruta provincial 29, aproximadamente en la ubicación 30°09′14″S 66°32′43″O / -30.15389, -66.54528.

Hasta finales de la década de 1990, la localidad contaba con el servicio ferroviario del Ramal A del Ferrocarril Belgrano.
La localidad cuenta con dos establecimientos educativos que abarcan desde el nivel inicial hasta el secundario, y un hospital que cubre requerimientos de mediana complejidad.

## Historia
La localidad fue fundada en 1863, antes de que se diseñara el trazado ferroviario. Su nombre deriva del emplazamiento geográfico en el extremo de la amplia región del sureste de La Rioja llamada genéricamente "Los Llanos".

## Geografía

### Población
Cuenta con 532 habitantes (Indec, 2010), lo que representa un leve incremento del 0,4% frente a los 530 habitantes (Indec, 2001) del censo anterior.
| Gráfica de evolución demográfica de Punta de los Llanos entre 1991 y 2010 |
|                                                                           |
| Fuente: Censos nacionales del INDEC                                       |

### Sismicidad
La sismicidad de la región de La Rioja es frecuente y de intensidad baja, y un silencio sísmico de terremotos medios a graves cada 30 años en áreas aleatorias.